# Яново (Зоринський район)
Я́ново (рос. Яново) — село у складі Зоринського району Алтайського краю, Росія. Адміністративний центр Яновської сільської ради.

## Населення
Населення — 474 особи (2010; 503 у 2002).
Національний склад (станом на 2002 рік):
- росіяни — 91 %